# Roberto Andrade Silva
Roberto Andrade Silva, noto semplicemente come Roberto (Tucano, 24 aprile 1988), è un ex calciatore brasiliano, di ruolo difensore.

## Palmarès

### Nazionale
- Campionato sudamericano Under-20: 1

2007